# РБТ-5
РБТ-5 — ракетный танк, созданный на базе БТ-5 в Советском Союзе в начале 1930-х годов.

## История создания
Ракетный колесно-гусеничный танк РБТ-5, вооруженный двумя 250-кг «танковыми торпедами» (ракетами). Работы над проектом начались в 1933 году с создания установки для пуска двух ракет массой по 250 кг каждая (в то время их именовали танковыми торпедами — ТТ). Работы проводились сотрудниками НИИ ВАММ под руководством военного инженера второго ранга Тверского Михаила Николаевича. Опытный образец установки был изготовлен на московском заводе № 37, а её монтаж на танк БТ-5 был осуществлен на ХПЗ. Машина отличалась от серийного танка БТ-5 размещением снаружи башни двух установок для пуска 250-кг танковых торпед (ракет) с сохранением основного оружия — 45-мм танковой пушки. Клепаная конструкция пусковой установки была выполнена по типу фермы, собранной из швеллеров. Вооружение танка ракетами большого калибра предусматривало борьбу с «массовым танковым противником по машинам крупного тоннажа», ДОТами и узлами сопротивления противника на дальности порядка километра. Экспериментальная реальная дальность огня с возвышения установки 43 градуса — 1280 метров. На стрельбах 19 июля 1936 года — 1450 и 1350 метров, полёт устойчивый, правильный. Заряд тротила (или аммонала, как более стойкого к попаданиям осколков и пуль) — 130 кг. Вес реактивного заряда — достаточно скромные 13,5 кг в 95 шашках полного сгорания. Длина торпеды 1805 мм. Наибольший диаметр — 420 мм. Взрыватели — мгновенного срабатывания и авиационные, с замедлением от 0,15 до 20 секунд.

## Итоги
Малая дальность стрельбы, низкая вероятность поражения цели, уязвимость для огня противника и высокая сложность перезарядки стали причиной прекращения дальнейших работ над совершенствованием танка РБТ-5. Результаты работ по танку РБТ-5 были положены в основу новых ТТХ, предъявляемых к ракетным танкам.

## Аналоги
Это был фактически первый ракетный танк в мире. В СССР, кроме этого образца, были созданы, причём тоже на шасси БТ-5, ещё ракетные танки.

## В массовой культуре
РБТ-5 представлен в компьютерной игре War Thunder в качестве акционного ракетного танка.Также данный танк представлен в игре War Thunder Mobile в качестве акционного танка
Необходимо отметить, что отражение тактико-технических характеристик бронетехники и особенностей её применения в бою в компьютерных играх часто далеки от реальности.